# Aspidosperma album
Aspidosperma album là một loài thực vật có hoa trong họ La bố ma. Loài này được (Vahl) Benoist ex Pichon mô tả khoa học đầu tiên năm 1948.